# Teasdale
Teasdale – jednostka osadnicza w Stanach Zjednoczonych, w stanie Utah, w hrabstwie Wayne.